# Tridacna mbalavuana
Tridacna mbalavuana é uma espécie de bivalve da família Tridacnidae.
Pode ser encontrada nos seguintes países: Fiji e Tonga.